# ふじたれいこ
ふじた れいこ（1975年9月29日 - ）は、日本の女性声優。キャロットハウス所属。千葉県出身。

## 人物
解散前のメディアフォースに所属していた。
趣味は映画鑑賞、乗馬。特技は道に迷うこと、伝票整理。
免許・資格は乗馬ライセンス5級、普通運転免許、簿記珠算情報処理、ワープロ検定3級。

## 出演作品

### テレビアニメ
1999年
- おジャ魔女どれみ（佐川ゆうじ[1]）

2000年
- おジャ魔女どれみ♯（佐川ゆうじ、廃校事件４番目の被害者、学芸祭のアナウンス、女優、テレビ局員A、職員）
- ドキドキ♡伝説 魔法陣グルグル（モゲル[1]）
- HUNTER×HUNTER（レポーター[1]）
- へろへろくん（もしもし[1]）

2001年
- も〜っと!おジャ魔女どれみ（佐川ゆうじ[1]、伊藤こうじ[1]〈2代目〉、リス、男の子、砂場の子供）

2002年
- おジャ魔女どれみドッカ〜ン!（佐川ゆうじ[1][6]、伊藤こうじ[1]〈2代目〉、バスガイド）
- デジモンフロンティア（カプリモン、とりからボールモン）

2003年
- 金色のガッシュベル!!（エルジョ[1]）

2012年
- 薄桜鬼 黎明録[7]（勇坊[1]）

### OVA
2001年
- るろうに剣心 -明治剣客浪漫譚- 星霜編（千鶴[1]）

2002年
- アーケードゲーマーふぶき（レポーター）

2004年
- おジャ魔女どれみナ・イ・ショ（佐川ゆうじ[1]、伊藤こうじ[1]、女の子A、幼女A）

### 劇場アニメ
- おジャ魔女どれみ#（佐川ゆうじ[1][8]）

### ゲーム
2005年
- ロマンシング サガ -ミンストレルソング-（ニーサ）

2006年
- カオスウォーズ（エンディア、リューンエルバ）
- ブレイジングソウルズ（ケイ、エテロ）

2007年
- アガレスト戦記（シャローナ）
- しゃるうぃ～☆たころん（たこぼ～）
- 翡翠の雫 緋色の欠片2（高原エリカ）
- ミストオブカオス（オリシア）

2008年
- ウィル・オ・ウィスプ 〜イースターの奇跡〜（ギルバート）
- スペクトラルフォース ジェネシス（サラ、ジュン）

2009年
- ウィル・オ・ウィスプ ポータブル（ギルバート）
- ウィル･オ･ウィスプ DS（ギルバート）
- 真・翡翠の雫 緋色の欠片2（高原エリカ）
- ブレイジングソウルズアクセレイト（リューンエルバ）

2010年
- 真・翡翠の雫 緋色の欠片2ポータブル（高原エリカ）

### ドラマCD
- ウィル・オ・ウィスプ ドラマCD 〜クリスマスの奇跡〜（ギルバート）
- ケモノガミトボク〜動き出した運命〜（三上翔太）
- P.B.LオリジナルドラマCD オレ達が勇者さま!?（篠原水希）
- 翡翠の雫 緋色の欠片2 キャラクターソングシリーズ Vol.3 「賀茂保典＆高原エリカ」（高原エリカ）